# بير بيرغيرسن
بير بيرغيرسن (بالنرويجية البوكمول: Per Bergersen)‏ هو مغني نرويجي، ولد في 1 أكتوبر 1960 في أستراليا، وتوفي في 28 يونيو 1990.